# Touloubre
La Touloubre est un fleuve côtier du sud-est de la France, dans le département des Bouches-du-Rhône, dans la région Provence-Alpes-Côte d'Azur, qui se jette dans la mer Méditerranée, par l'étang de Berre.

## Géographie

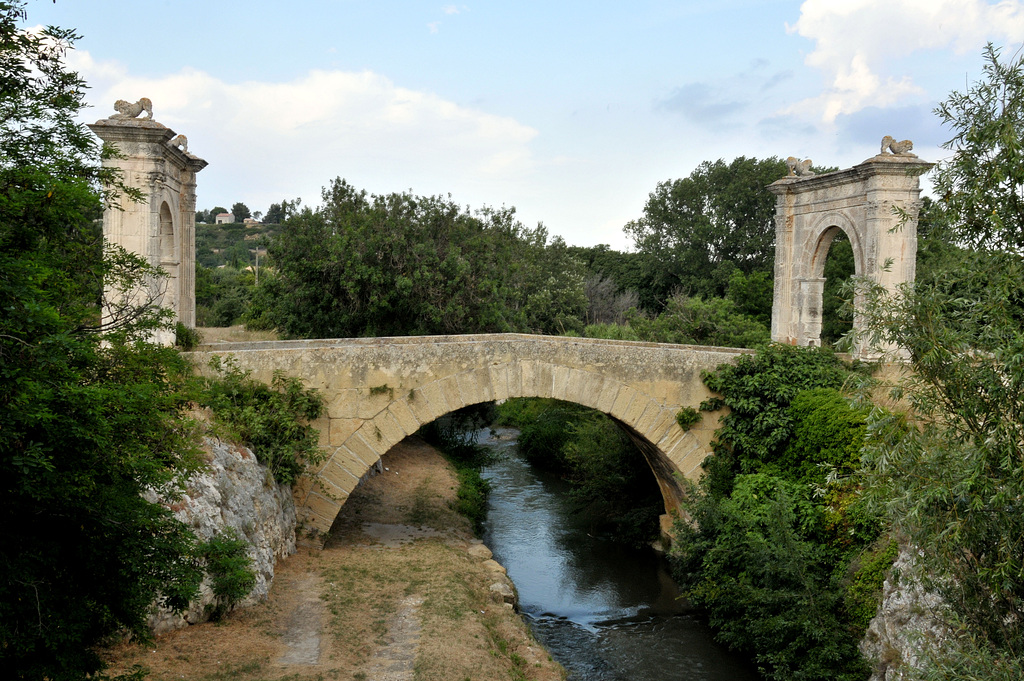
Le Pont Flavien à Saint-Chamas.

La Touloubre prend sa source au sud de Venelles, entre le massif de la Trévaresse et la montagne Sainte-Victoire, à 330 mètres d'altitude. Après un parcours sinueux dans les collines au nord d'Éguilles et au sud de Saint-Cannat, elle traverse La Barben et Pélissanne, et peu après avoir à Salon-de-Provence franchi quasiment perpendiculairement, et par un large conduit souterrain, le canal EDF, passe au sein des emprises de la base aérienne de cette ville. Puis elle arrose Grans, et, après une large boucle, passe au pied de Cornillon-Confoux et se jette dans l'étang de Berre à Saint-Chamas après être passé sous le Pont Flavien.
La longueur de son cours est de 59,6 kilomètres.

### Communes et cantons traversés
Dans le seul département des Bouches-du-Rhône, la Touloubre traverse les onze communes suivantes, dans cinq cantons, de l'amont vers aval, de Venelles (source), Aix-en-Provence, Éguilles, Saint-Cannat, Lambesc, La Barben, Pélissanne, Salon-de-Provence, Grans, Cornillon-Confoux, Saint-Chamas (embouchure).
Soit en termes de cantons, la Touloubre prend sa source dans l'ancien canton d'Aix-en-Provence-Nord-Est, aujourd'hui dans le canton de Trets, traverse l'ancien canton d'Aix-en-Provence-Sud-Ouest, aujourd'hui le canton d'Aix-en-Provence-2, canton de Pélissanne, canton de Salon-de-Provence-2 et conflue dans le canton de Berre-l'Étang, le tout dans l'arrondissement d'Aix-en-Provence.

La Touloubre à Saint-Cannat
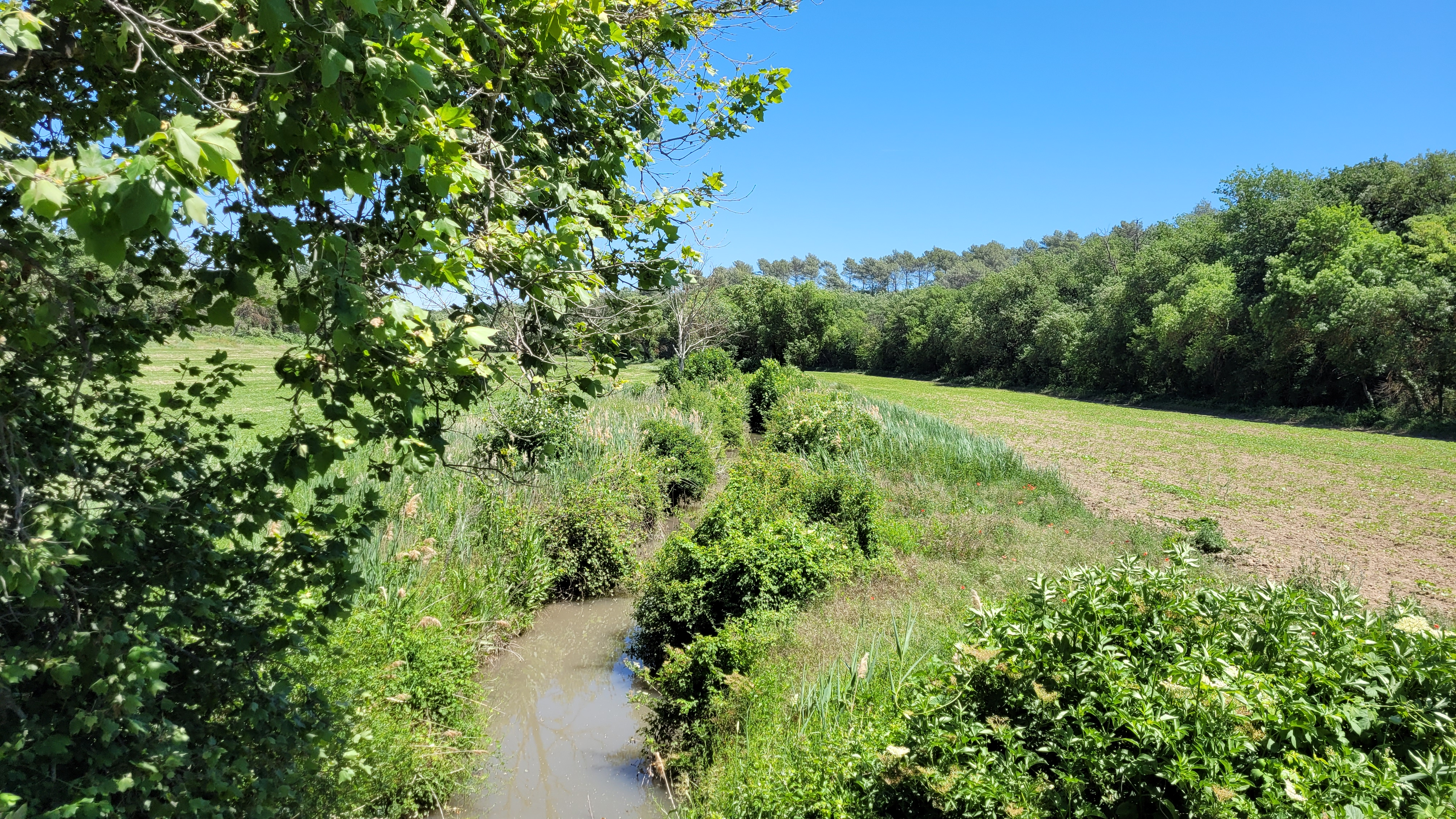
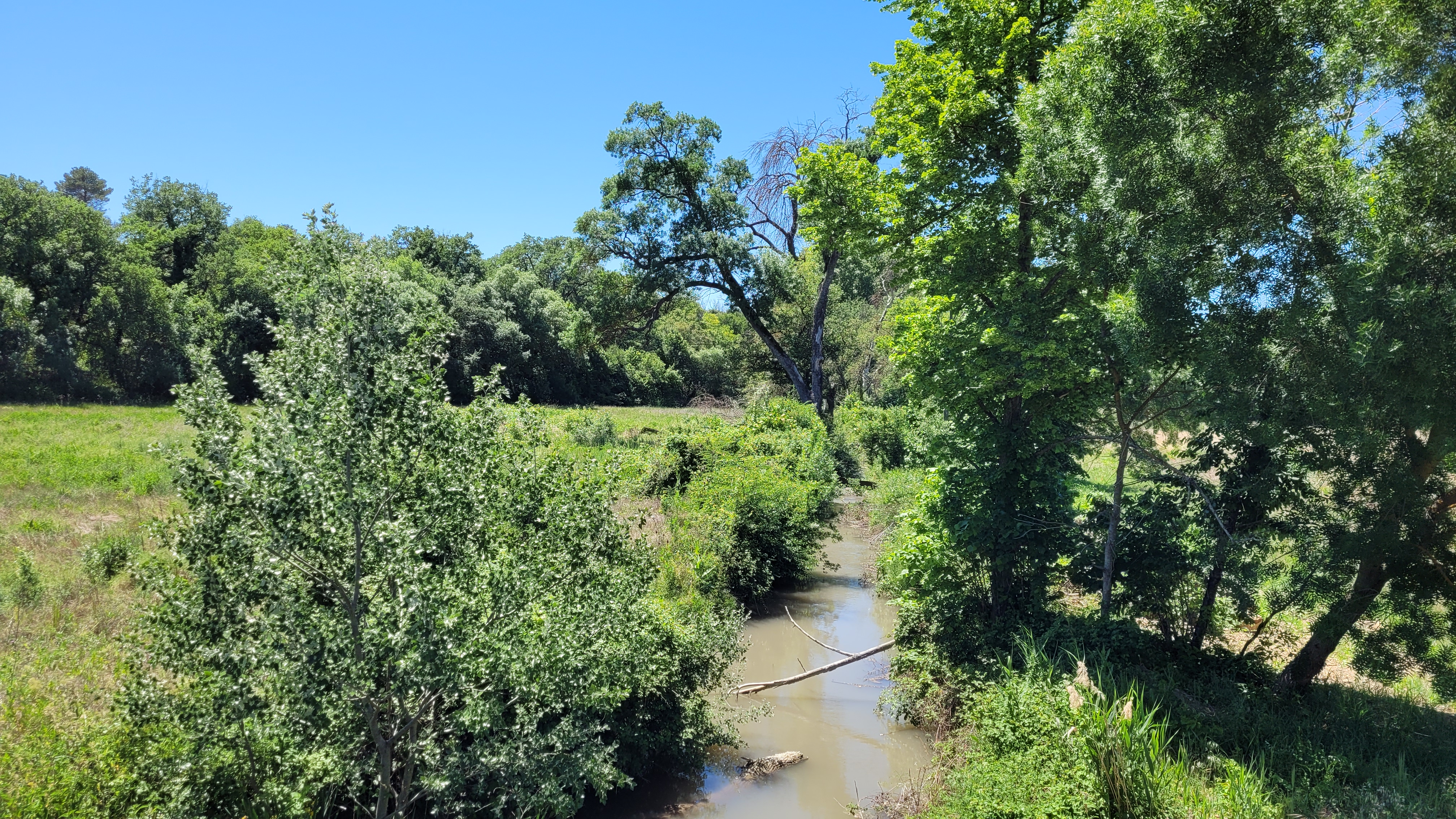
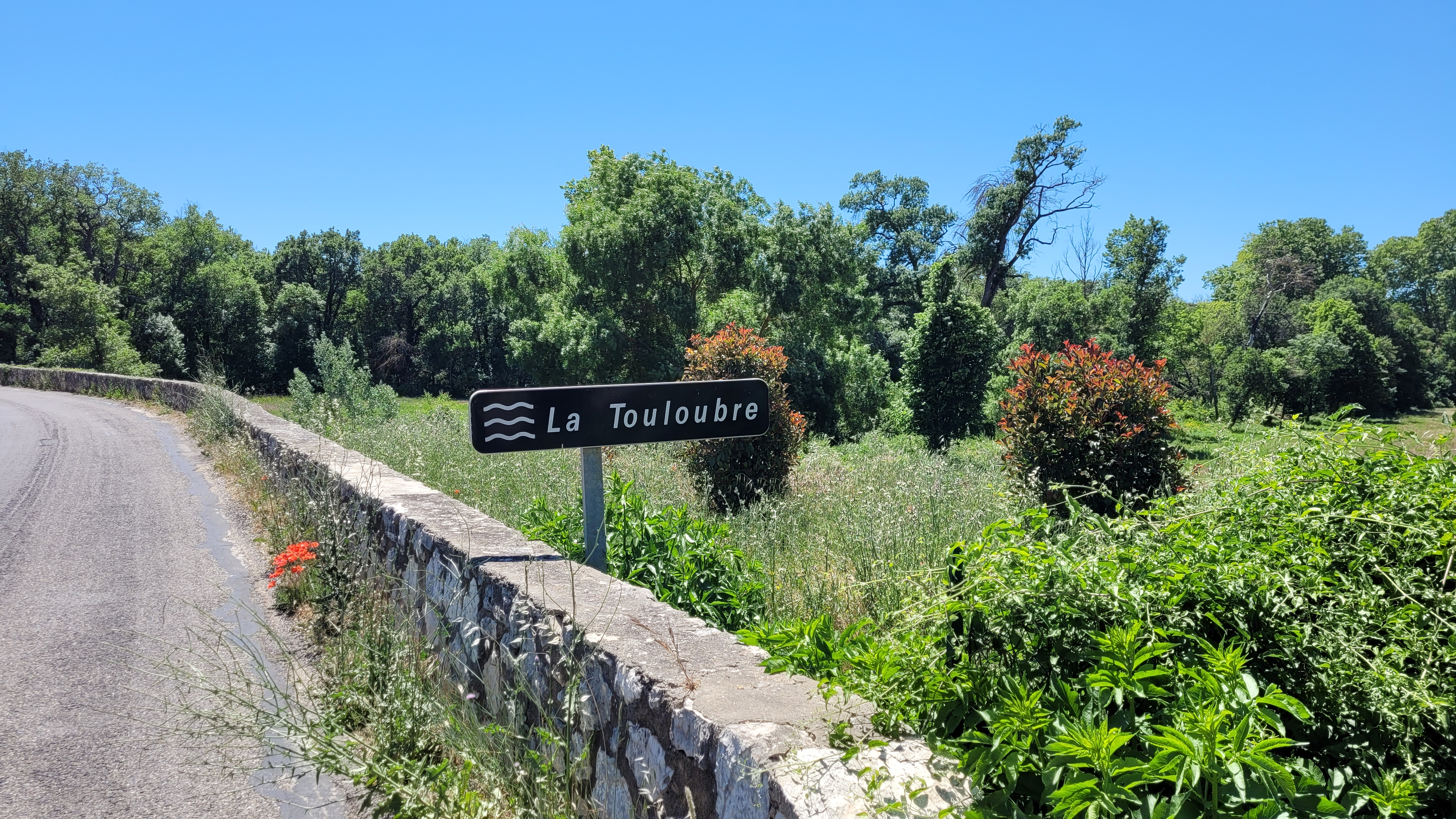

### Bassin versant
La Touloubre traverse les trois zones hydrographiques Y420, Y421 et Y422 pour une superficie totale de 1 577 km2. Ce bassin est constitué à 40,71 % de « forêts et milieux semi-naturels », à 32,75 % de « territoires agricoles », à 15,59 % de « territoires artificialisés », à 10.40 % de « surfaces en eau », à 0.59 % de « zones humides ». Le bassin versant spécifique de la Touloubre est de 420 km2.

### Organisme gestionnaire
L'organisme gestionnaire est l'établissement public d'aménagement et de gestion de l'eau des bassins versants de l’Arc, de la Cadière, de la Touloubre et du pourtour de Berre Menelik, qui remplace désormais le syndicat mixte d'aménagement du bassin de la Touloubre.

## Affluents
La Touloubre a sept affluents contributeurs référencés :
- le ravin des Crouès (rd[note 1]), 2 km, sur la commune d'Aix-en-Provence, avec un affluent :
  - le ravin du Valladas (rg), 1,4 km, sur la seule commune d'Aix-en-Provence.
- Le ravin de la Fauchonne, 4,2 km, sur la commune d'Aix-en-Provence.
- le ruisseau de Budéou, 7,8 km, sur les communes de Lambesc et Saint-Cannat.
- le ruisseau de Concernade, 21 km, sur les trois communes de La Barben, Lambesc et Rognes.
- le vallat de Boulery (rd), 4,4 km, sur les deux communes de La Barben et Lambesc, avec un affluent :
  - le ruisseau de l'Estagnol, 2,8 km, sur la seule commune de Lambesc.
- le canal de l'e.d.f., 87,9 km, sur dix-sept communes avec neuf tronçons affluents.
- le vallat des Crottes, 0,8 km, sur les deux communes de Cornillon-Confoux et Saint-Chamas.

### Rang de Strahler
Le rang de Strahler de la Touloubre est donc de trois.

## Hydrographie
La Touloubre a été observée aux deux stations suivantes :
- Y4214010 la Touloubre à la Barben (La Savonnière) à 91 m d'altitude  pour un bassin versant de 234 km2 depuis le 1er décembre 1965 (59 ans), avec un module de 0,6 m3/s[9],
- Y4214040 la Touloubre à Cornillon-Confoux (La Glacière) à 30 m d'altitude  pour un bassin versant de 400 km2 depuis le 1er juin 1997 (28 ans), avec un module de 2,6 m3/s[3].

Son régime hydrologique est dit nivo-pluvial méridional.

### La Touloubre à Cornillon-Confoux
Le module ou moyenne annuelle de son débit est à Cornillon-Confoux de 2,60 m3/s.

### Étiage ou basses eaux
À l'étiage, c'est-à-dire aux basses eaux, le VCN3, ou débit minimal du cours d'eau enregistré pendant trois jours consécutifs sur un mois, en cas de quinquennale sèche s'établit à 0,870 m3/s, ce qui reste très confortable,.

### Crues
Sur cette période d'observation, le débit journalier maximal a été observé le 15 décembre 2008 pour 29,40 m3/s. Le débit instantané maximal a été observé le même 15 mars 2008 avec 33,30 m3/s en même temps que la hauteur maximale instantanée de 207 cm soit 2,07 m.
Le QIX 2 est de 17,0 m3/s, le QIX 5 est 24,0 m3/s, le QIX 10 est de 28,0 m3/s et le QIX 20 est de 32,0 m3/s.

### Lame d'eau ou débit spécifique
La lame d'eau écoulée dans cette partie du bassin versant de la rivière est de 205 millimètres annuellement, ce qui inférieur d'un tiers à la moyenne en France, à 300 mm/an. Le débit spécifique (Qsp) atteint 6,5 litres par seconde et par kilomètre carré de bassin.

## Aménagements et écologie
Les eaux de la Touloubre sont utilisées pour l'irrigation, la pêche et la production d'électricité.
Trois micros centrales hydrauliques (à Grans et Saint-Chamas) utilisent les eaux de la rivière,.

## Hydronyme
D'après E. Nègre, ce nom provient du Gaulois *telo , variante de telon- (trou, source) et de -dubro (eau) dont le d serait tombé; l'attrait de -o-briga aurait entraîné le féminin.
Attesté en Tollobra en 1209.

Également en Todobra en 1295 dans l'Essai sur l'histoire du droit français au Moyen Âge de Ch. Giraud.
Item, statuimus quod nullus de aqua Todobrae possit adaquet in hieme nec aestate, nisi tamen a vesperis sabbati usque ad diem lunae, usque ad ortum solis; qui vero contrarium fecerit praedictam penam [duos solidos et sex denarius] solvere teneatur. 
De même, nous statuons que nul ne peut prélever de l'eau de la Touloubre, hiver comme été, sauf du samedi soir au lundi matin; tout contrevenant sera tenu de régler la peine susmentionnée [deux sous et six deniers].

## Dans la culture aéronautique
La Touloubre traverse la base aérienne 701 Salon-de-Provence, où est implantée l'École de l'air et de l’espace depuis 1936. Une des traditions de l'intégration des nouveaux élèves consiste à les faire ramper dans la Touloubre, se salissant dans la boue, puis à exiger qu'ils se présentent au rassemblement peu après dans une tenue impeccable.